# Omron
Tập đoàn Omron (オムロン株式会社 Omuron Kabushiki-gaisha) là một công ty có trụ sở Kyoto, Nhật Bản. Omron được Kazuma Tateisi (立石一真) thành lập vào năm 1933 và được hợp nhất tư cách pháp nhân từ năm 1948. Trụ sở đầu của công ty được đặt tại "Omuro (御室)", đây cũng chính là nguồn gốc của cái tên "OMRON".

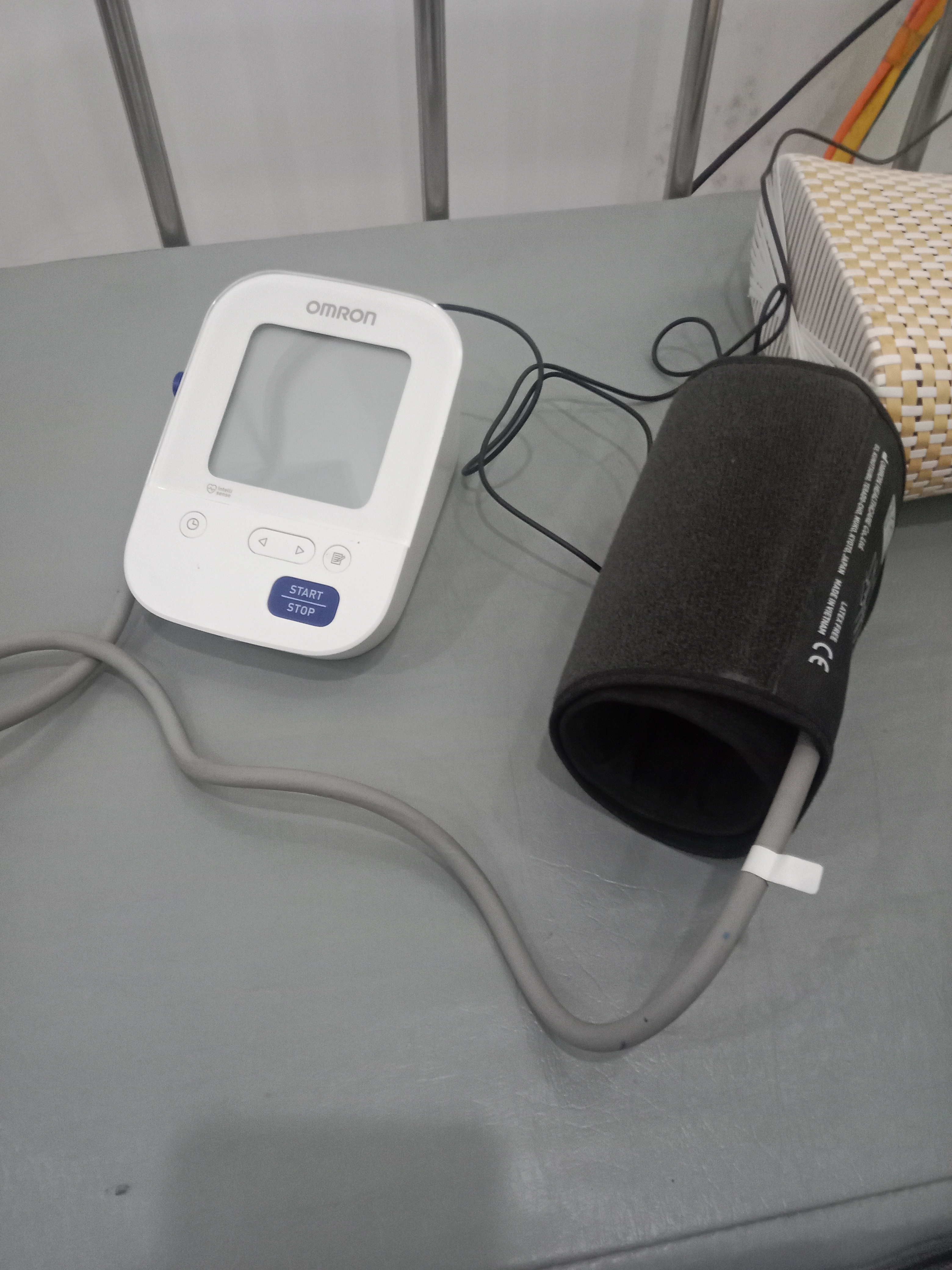
Đo Huyết áp

Ngành nghề kinh doanh chính của Omron là sản xuất và kinh doanh cái linh kiện, thiết bị, hệ thống máy tự động. Nhưng công ty nổi tiếng trong lĩnh vực thiết bị y tế. Omron cũng là nơi sản xuất đầu tiên của cửa soát vé tự động Turnstile và là một trong những nhà sản xuất máy ATM đầu tiên có khả năng đọc thẻ từ. Omron ngoài ra còn là nhà cung cấp các loại switch bấm hàng đầu thế giới.